# Hermetia bicolor
Hermetia bicolor är en tvåvingeart som beskrevs av Walker 1856. Hermetia bicolor ingår i släktet Hermetia och familjen vapenflugor. Inga underarter finns listade i Catalogue of Life.